# Soboth
Soboth är en ort i Österrike. Den ligger i kommunen Eibiswald i förbundslandet Steiermark, 200 kilometer sydväst om huvudstaden Wien. Orten var till och med 2014 huvudort i kommunen Soboth som även omfattade orten Laaken.